# The Statement
The Statement is een Canadees-Frans-Britse dramafilm uit 2003 onder regie van Norman Jewison.

## Verhaal
De oudere Fransman Pierre Brossard collaboreerde met de nazi's tijdens de Tweede Wereldoorlog. Hij was daardoor verantwoordelijk voor de dood van zeven Joden. Wanneer de Franse overheid een nieuw onderzoek instelt, wordt zijn rustige leventje volledig overhoop gehaald.

## Rolverdeling
| Acteur             | Personage           |
| ------------------ | ------------------- |
| Michael Caine      | Pierre Brossard     |
| Tilda Swinton      | Annemarie Livi      |
| Jeremy Northam     | Kolonel Roux        |
| Alan Bates         | Armand Bertier      |
| Charlotte Rampling | Nicole              |
| John Neville       | Oude man            |
| Ciarán Hinds       | Pochon              |
| Frank Finlay       | Commissaris Vionnet |
| William Hutt       | Le Moyne            |
| Matt Craven        | David Manenbaum     |
| Noam Jenkins       | Michael Levy        |
| Peter Wight        | Inspecteur Cholet   |
| Malcolm Sinclair   | Kardinaal van Lyon  |
| Colin Salmon       | Pastoor Patrice     |
| David de Keyser    | Dom André           |